# Mellitidia
Mellitidia is een geslacht van vliesvleugelige insecten van de familie Halictidae.

## Soorten
- M. australis (Guérin-Méneville, 1831)
- M. cincta (Smith, 1859)
- M. dentata (Smith, 1859)
- M. gressitti (Michener, 1965)
- M. horvathi (Friese, 1909)
- M. kochi (Friese, 1909)
- M. longicornis (Smith, 1859)
- M. luteiventris (Friese, 1909)
- M. metallica (Smith, 1863)
- M. simillima (Smith, 1863)
- M. simplicinotum (Michener, 1965)
- M. tomentifera (Friese, 1909)